# 万里

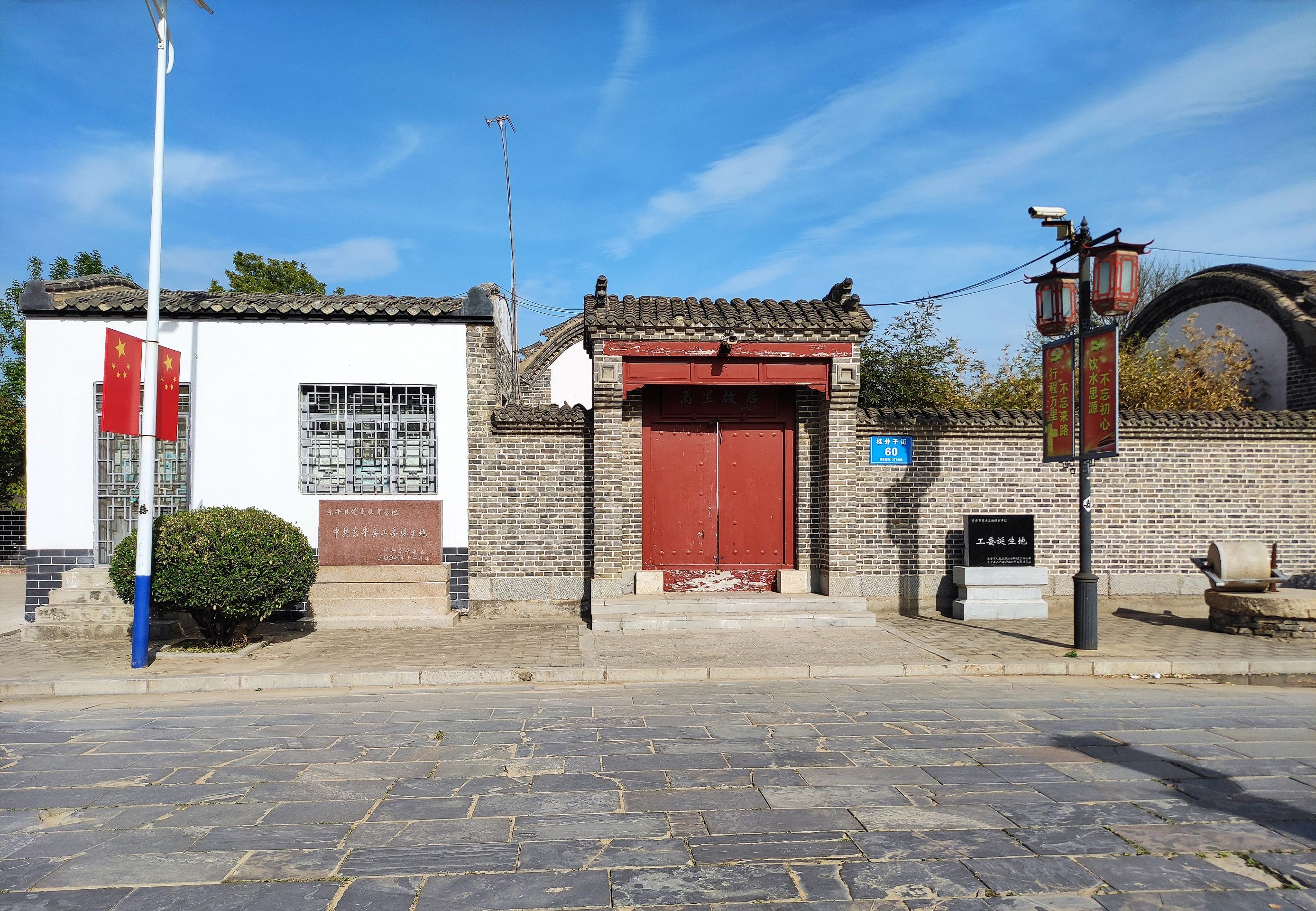
万里故居

万 里（ばん り、簡体字：万 里、繁体字：萬 里、英語：Wan Li（ワン・リー）、1916年12月1日 - 2015年7月15日）は、中華人民共和国の政治家。鉄道部長、中国共産党中央政治局委員、国務院副総理、同常務副総理（第一副首相）、第5代全国人民代表大会常務委員長などを歴任した。旧メンバーからの入れ替わりの中共八大元老の一人である。

## 経歴
1916年12月1日に山東省東平県の貧民の家庭に誕生する。1936年に山東省立第二師範学校を卒業し、同年に中国共産党に入党した。その後1940年頃より地方の要職を歴任した。1949年10月1日に中華人民共和国が建国されると、1952年に中央政府に入り、主に都市建設の分野で活躍する。1958年より北京市党委員会書記処書記、副市長などを務め、彭真の下で北京市政に携わる。しかし1966年より文化大革命が発動されると、彭真と共に失脚した。
1973年に北京市党委書記・革命委員会副主任として復活した。1975年には鉄道部長（大臣）となるが、翌1976年の鄧小平の3度目の失脚に伴い解任される。1977年に安徽省党委第一書記に就任した。在任中生産責任制を積極的に進め、「食糧が欲しければ趙紫陽を、米が食べたければ万里を探せ」（“要吃粮，找紫陽；要吃米，找万里”）と言われた。
鄧小平の改革開放政策の支持者となった万里は、1980年4月に国務院副総理に抜擢され、同年9月の趙紫陽内閣発足にともない常務副総理（第一副首相）に昇格する。1982年の第12回党大会において、中央政治局委員、中央書記処常務書記に選出される。
1987年10月に開催された第13回党大会では、万里の中央政治局常務委員入りが長老たちと常務委員の間で議論された。姚依林が「有事の際、真っ先に騒ぎ出すかもしれない」と反対し、陳雲も同意したため、推薦した鄧小平も提案を撤回せざるを得なかった。また総書記代理を務めていた趙紫陽は党大会で国務院総理を辞することを海外の記者に告げており、後継指名は自分より若い者と断言していた。副総理の内、趙紫陽より若いのは李鵬と田紀雲で、総理就任もなくなった。1988年3月、全国人民代表大会常務委員長に選出される。
1989年4月以降学生による民主化運動が高まっていった（詳細は六四天安門事件を参照）。5月10日に出席した党中央政治局会議において、万里は全人代常務委員会に政府廉政（清廉政治）委員会を設立することを提案。5月17日、訪問先のカナダで、天安門広場での学生運動を愛国的行動と認める談話を発表したと新華社が伝え、戒厳令に反対する側に期待感が生まれた。
党指導部と学生との対立が深刻になる中、万里は予定を繰り上げて帰国したものの、帰着先は北京ではなく上海だった。新華社は病気療養としていたが、実際は党中央が万里に上海で休養するよう指示を出していた。楊尚昆が江沢民を使って説得し、5月27日、万里は一転して党中央の支持を表明する。
天安門事件後、趙紫陽が総書記を解任され、江沢民が後任となった。中央の経験の無い江沢民の総書記就任に不安を覚えた彭真がかつての部下だった万里を総書記に推したとされるが、既に高齢（1989年当時で73歳）であり、全人代常務委員長に就いていたために見送られた。1993年3月、引退。
2009年8月、「国慶節60周年前夜、ある古参同志の談話」と題された文章が発表された。その内容は党内の最高指導層にいた元老と、中央党校の若い教授が4回にわたって話した内容が整理され、彼らの許可を得たものである。題名にある古参同志（原文では「老同志」）とは万里のことを指すという見方もある。10月9日、天津市党委書記である張高麗を筆頭に、市長、市人民代表大会常務委員会主任、市政治協商会議主席らを従えて天津市を視察した。この時万里が車椅子生活であることが判明している。2015年7月15日に北京で病没した。98歳であった。

## 主な職歴
- 1950年6月 - 1954年9月　西南軍政委員会財政経済委員会委員
- 1952年11月　中央人民政府建築工程部副部長
- 1954年 - 1955年4月　国務院建築工程部副部長
- 1955年4月　国務院都市建設総局局長
- 1956年5月 - 1958年2月　都市建設部部長
- 1958年3月 - 1966年10月　北京市党委書記処書記
- 1958年8月 - 1966年6月　北京市副市長
- 1959年9月 - 1977年11月　北京市政治協商会議副主席（第2期 - 第4期）
- 1973年5月 - 1975年1月　北京市党委書記、市革委会副主任
- 1975年1月　鉄道部部長
- 1977年6月　安徽省党委第一書記
- 1978年1月 - 1979年12月　安徽省革命委員会主任、省軍区政委
- 1980年4月 - 1988年4月　国務院副総理、国務院常務副総理（第一副首相）
- 1980年2月 - 1982年9月　党中央書記処書記
- 1980年8月 - 1982年5月　国家農業委員会主任・党組書記
- 1982年　第12期党中央政治局委員、中央書記処常務書記
- 1987年　第13期中央政治局委員
- 1988年　第7期全国人民代表大会常務委員長